# فيروسات شبيهة-PhiKZ
فيروسات شبيهة-PhiKZ (بالإنجليزية: PhiKZ-like viruses)‏ هو جنس فيروسات من فصيلة الفيروسات العضلية ضمن رتبة الفيروسات الذنبية.